# 一萬田氏
一萬田氏（いちまだし）は、日本の氏族。著名な一族は、九州の豊後国（現・大分県）を本拠とした一族で、豊後国の戦国大名大友氏の庶家であり、鎌倉時代から戦国時代にかけて、御紋衆を務めた。居城は大野郡一萬田村の小牟礼城及び支塁の鳥屋城。

## 概要
一萬田村に土着して一萬田姓を名乗った大友能直の三男である大友時景（景直）を祖とする。時景が延応2年/仁治元年（1240年）頃に築城した鳥屋城を400年近く治めた。
薩摩藩島津氏の大友氏領への侵攻によって起きた天正の戦では、島津側に寝返り、後に大友宗麟に切腹を命じられた。城は宗像鎮統が継いだものの天正20年/文禄元年（1593年）に廃城となり、鎮統も慶長5年（1600年）の石垣原の戦いで大友軍の下で討ち死にした。
その後も支流や末流の一族は存続し、第二次世界大戦後（昭和20-30年代）の金融界・経済界に重きを成した一万田尚登はその末裔である。

## 家紋
家紋は、日本最古の家紋集『見聞諸家紋』に大友豊後守親繁の杏葉として登録されている。正確には抱き花杏葉紋である。

## 著名な人物

### 一萬田時景
大友家乗によれば、建久7年（1196年）正月11日、豊前・豊後両国に守護兼鎮西奉行として入った大友能直六男の兵衛尉時景は、大野郡一萬田村を領して一萬田の俗姓を名のり、一萬田氏の家祖となった。一萬田氏の居城である小牟礼城を築いたとされている。

### 一萬田鑑実
一萬田鑑実は兵部大輔として大友氏に仕えた後に出家したが、その後、大友宗麟に自刃を命じられた。

### 一万田尚登
一万田尚登は日本銀行総裁（第18代）、大蔵大臣（第58・59・60・63代）、衆議院議員（5期）などを歴任。日本銀行総裁としての在任期間3115日間は歴代最長となる。一萬田自身の鋭い眼光の目つきと彫りの深い容貌もあいまって「法王」の異名を取り、戦後の金融界、経済界に重きを成した。

国際基督教大学（ICU）の設立にあたり、尚登自身は仏教徒でクリスチャンではないにもかかわらず募金運動の先頭に立ち、昭和24年（1949年）の半年間に1億5000万円を集めた。

## 系譜
- 大友能直
- 風早禅尼深妙 - 畠山重能の娘

（長男大友親秀 、二男大友能秀、四男大友能郷 、五男大友泰広）
- 三男大友時景（景直） - 一萬田太郎。豊前城井景房（宇都宮景房）の養子となる。大和守。鳥屋城。

- 一萬田光景 - 兵衛太郎。一萬田氏を家号とする。法名孔釈。

- 宣景

- 宣政

- 真政

- 貞直

- 貞政
- 直弘
- 直政 - 治部大輔

- 家泰 - 治部大輔
- 直泰（有泰） - 左京大夫

- 常泰

- 長泰
- 一萬田親泰

- 一萬田親実（鑑相） - 禅正忠。大友宗麟による討伐で死亡

- 一萬田鑑実 - 兵部大輔。大友宗麟に自刃を命じられ死亡

- 一萬田鎮実 - 民部大輔。大友義統に自刃を命じられ死亡
- 妻 - 大友宗麟娘
- 一萬田統政  - 大友義統に自刃を命じられ死亡

- 一萬田親宗 （高橋鑑種）- 三河守。右馬之助。大蔵氏の大蔵春実高橋を祖とする高橋長種の後に高橋の名跡を継いだ。
- 一萬田鑑久

- 一萬田英政

- 一萬田親貞
- 一萬田頼顕

## 史跡
大分県豊後大野市朝地町を通る国道57号沿いの市万田川、向原川にはさまれた区域に（旧一萬田村の位置の参考となるが）、文化財史跡として「一萬田氏館跡」がある。標高276メートル。付近に朝倉文夫記念館。